# Triigi
Triigi är en ort i Estland. Den ligger i Väike-Maarja kommun och landskapet Lääne-Virumaa, i den centrala delen av landet, 100 km öster om huvudstaden Tallinn. Triigi ligger 126 meter över havet och antalet invånare är 291.
Terrängen runt Triigi är platt. Runt Triigi är det mycket glesbefolkat, med 7 invånare per kvadratkilometer. Närmaste större samhälle är Väike-Maarja, 5,3 km väster om Triigi. Trakten runt Triigi består till största delen av jordbruksmark.